# Spinální ganglion
Spinální ganglia (nebo gangliony dorzálního kořene) jsou zauzliny na zadních kořenech míšních nervů, typické pro nervovou soustavu obratlovců. Vyvíjejí se z neurální lišty, a proto také chybí u kopinatců, kteří totiž žádnou neurální lištu nemají. U většiny obratlovců je spinální ganglion uložen ještě v míšním kanálu páteře. Uvnitř spinálních ganglií se nachází těla senzorických neuronů tzv. pseudounipolárního typu. Ty jsou schopné přenášet podněty ze svých zakončení např. v kůži až do centrální nervové soustavy.